# Jacques Arago

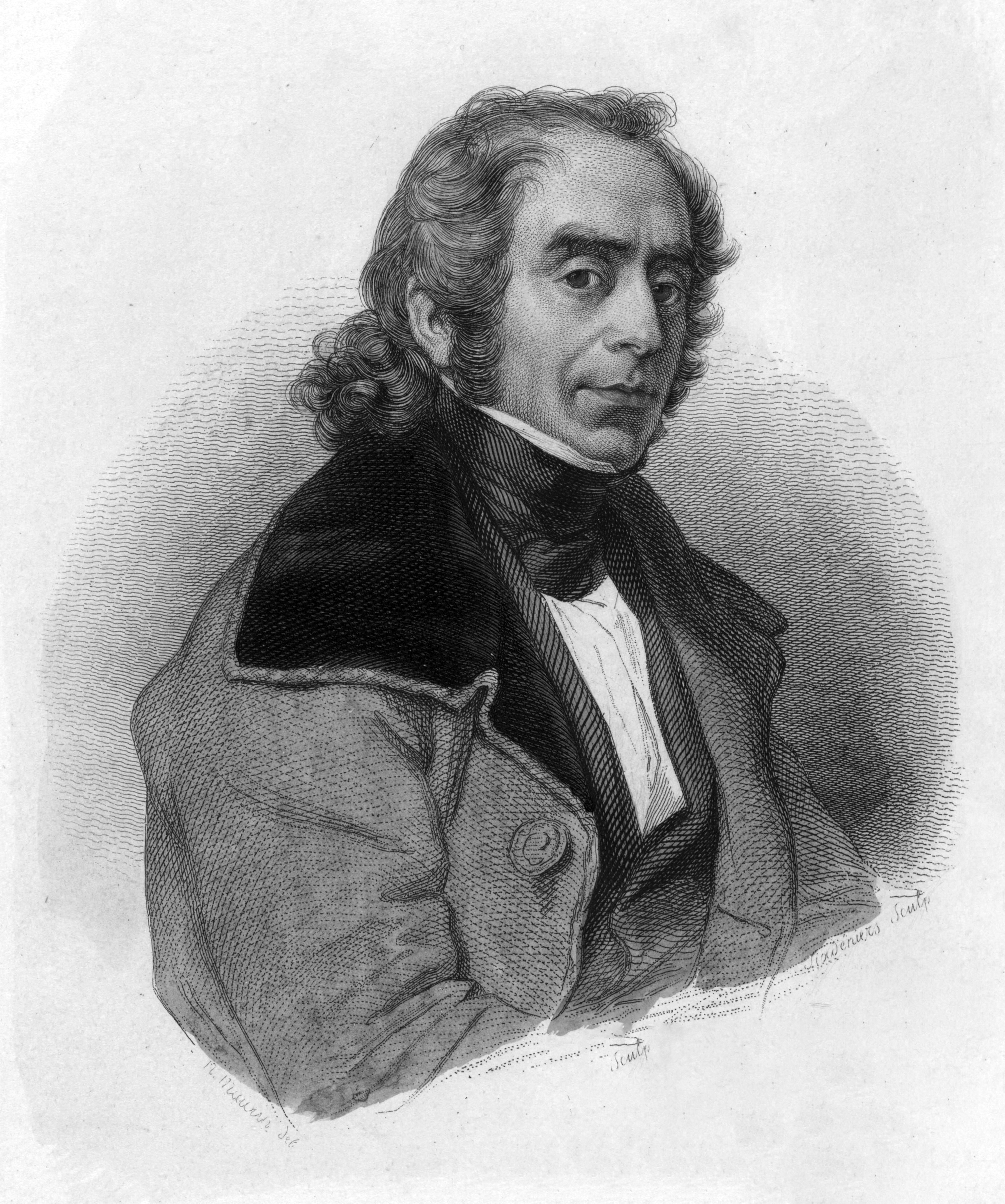
Jacques Arago

Jacques Étienne Victor Arago (* 10. März 1790 in Estagel, Département Pyrénées-Orientales; † 27. November 1854 in Rio de Janeiro) war ein französischer Schriftsteller, Lithograph, Zeichner und Weltreisender. Er wurde wegen seiner Erblindung auch „der Blinde Reisende“ genannt.

## Familie
Arago war ein Sohn des Bürgermeisters von Estagel und Direktors der Münzprägeanstalt von Perpignan François Raymond Bonaventure Arago (30. Januar 1754–24. Dezember 1814) und dessen Frau Marie Anne Agathe (geborene Roig, 1755–1845) und hatte zehn Geschwister, darunter:
- Dominique François Arago (26. Februar 1786–3. Oktober 1853), ein Astronom und Physiker, der die Recueil d’observations géodésiques, astronomiques et physiques verfasste.
- Étienne Arago (9. Februar 1802–7. März 1892), ein Schriftsteller

## Leben
Arago begann bereits dem Studium in Perpignan und Montpellier die Welt zu bereisen. Als einziger unter den Brüdern wählte er weder die Militärkarriere noch die politische Laufbahn. Er heiratete 1809 Marie-Antoinette Catherine Brunet, mit der er zwei Söhne hatte, von denen einer im Kindesalter starb. Er verließ bald darauf seine Familie, um ans Mittelmeer zu reisen. So besuchte er Korsika, Sardinien, Sizilien, Teile des Orients und die Küsten Afrikas. Die Reise ermöglichte es ihm viel Wissen über das Zeichner zu sammeln. Nach seiner Rückkehr begann er eher lustlos ein Jurastudium in Toulouse. Im Jahr 1817 erhielt er die Erlaubnis der Regierung, sich als Zeichner auf der Uranie einzuschiffen und an einer Expedition unter der Leitung Louis de Freycinets teilzunehmen. Bis 1820 segelten sie um die Welt. Ihr Schiff lief vor den Falklandinseln auf Grund und konnte nicht mehr repariert werden. Nach zwei Monaten Aufenthalt wurden sie gerettet und Freycinet kaufte das Schiff und benannte es in Physicienne um.
Nach seiner Rückkehr nach Frankreich ließ sich Arago als freier Schriftsteller in Bordeaux nieder. Er verfasste Gedichte und Romane; aber auch einige Stücke (meist Vaudevilles) fürs Theater. Von 1829 bis 1835 lebte er in Toulouse, neben seinen schriftstellerischen Aufgaben fungierte er auch als Herausgeber einiger literarischer Zeitschriften. Er zog ruhelos von einem Ort zum nächsten und nahm unterschiedliche Stellungen an. 1835 übernahm Arago die Direktion des Stadttheaters von Rouen und hat auch Vignetten und politische Karikaturen für das Journal La Mode lithographiert. Seine Anstellung am Theater musste er aber schon zwei Jahre später krankheitshalber (Erblindung) aufgeben. 1842 heiratete er, dem Tod seiner ersten Frau, die rund 30 Jahre jüngere Sängerin Victorine Louise Angélique Pleurs.
Im Jahr 1849 reiste er trotz seiner Blindheit an der Spitze einer Gruppe von Spekulanten und Abenteurern nach Kalifornien, um im dortigen Goldrausch ihr Glück zu machen. Er hatte seinen Begleitern große Versprechungen gemacht und hatte schon auf der Hinreise mit einer Meuterei zu kämpfen. Beim Aufenthalt im Hafen von Valparaíso (Chile) wurde Arago von seinen Gefährten verlassen und kehrte im Frühjahr 1850 nach Frankreich zurück. Seine Erlebnisse und seine Enttäuschungen dieses Abenteuers veröffentlichte er später unter dem Titel Une vie agitée. Trotz alledem unternahm Arago bald darauf eine neue Reise nach Brasilien, wo er im November 1854 starb.

## Werke (Auswahl)
Schriften

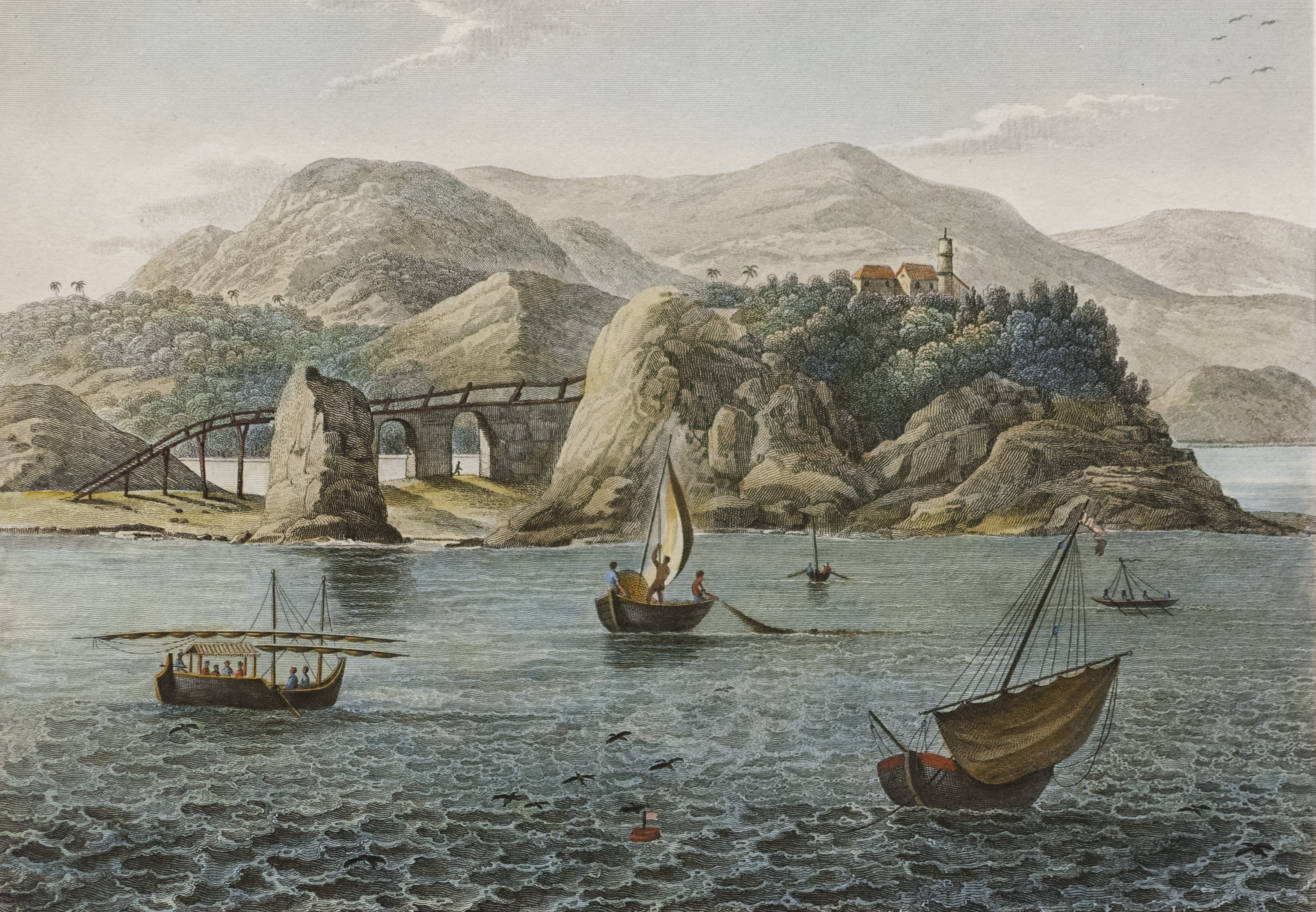
Blick auf Notre Dame De Bon Voyage (Rio de Janeiro)

- Promenade autour du monde – Pendant les Années 1817, 1818, 1819 Et 1820, sur les Corvettes du Roi l’Uranie Et la Physicienne, Commandées par M. Freycinet. 2 Bände, Paris 1822 (archive.org, archive.org, mit Atlas).
- Souvenir d’un aveugle. Voyage autour du monde. 4 Bände, Hortet et Ozanne, Paris 1839 (Band 1–2, babel.hathitrust.org, Band 3–4, babel.hathitrust.org).
- Physiologie des foyers de tous les théâtres de Paris. Les Marchands de Nouveautés, Paris 1841 (archive.org).
- Mademoiselle Lange – vaudeville en un acte. Marchant, Parid 1846 (archive.org – Uraufführung 13. Juli 1816).
- Voyage d’un aveugle en Californie et dans les régions aurifères. 1851.
- Une vie agitée. 3 Bände, Paris 1853.
- Oeuvres illustrées de Jacques Arago. Mit Zeichnungen von Jean-Adolphe Beaucé, Dieudonné Auguste Lancelot und Ed. Coppin, Marescq, Paris 1856. (archive.org).

Auf Deutsch erschienen
- Beide Oceane : eine Reise nach Chili, Californien, Taïti, den Marquesas-Inseln, Brasilien &c. J. T. Löschke, Leipzig 1854 (Übersetzt von A. Kretzschmar).
- Zambala oder London im Vogelflug gesehen. 8 Hefte, Stuttgart 1844 (Roman).